# Olga García
Olga García Pérez (Dosrius, 1º giugno 1992) è una calciatrice spagnola, attaccante del Dux Logroño e della nazionale spagnola.

## Carriera

### Nazionale
Olga García viene convocata nella nazionale spagnola Under-19 debuttando il 11 settembre 2010 nella partita vinta 4 a 0 contro le pari età della Bosnia ed Erzegovina in occasione del primo turno di qualificazione agli Europei di categoria di Italia 2011. Con le rosse U-19 totalizza 9 presenze realizzando 5 reti.
Invitata ai raduni della nazionale maggiore fin dalla stagione 2012-2013, per il debutto deve aspettare il 2015, venendo impiegata dal tecnico Jorge Vilda durante le qualificazioni al campionato europeo femminile di calcio 2017 dove la Spagna è inserita nel Gruppo 2. Scende in campo per la prima volta il 26 novembre 2015, al Tallaght Stadium di Dublino, nella partita che vede la Spagna affrontare le avversarie dell'Irlanda, quando rileva al 58' Marta Corredera. Al termine dell'incontro suo è il tiro che, al 93', impatta su Sophie Perry consentendo alle spagnole di chiudere la partita sul 3-0.
Vilda la inserisce in rosa anche nella formazione chiamata a partecipare all'edizione 2017 dell'Algarve Cup, prima volta della Spagna invitata al torneo, dove sigla due reti entrambe nella prima fase, quella al 72' del definitivo 2-1 sul Giappone e quella al 40' del 3-0 sulla Norvegia, migliore marcatrice spagnola in quell'occasione, e contribuisce alla vittoria della coppa della sua nazionale.

## Palmarès

### Club
- Campionato spagnolo: 3

Barcellona: 2011-2012, 2012-2013
Atlético Madrid: 2018-2019
- Coppa della Regina: 5

Barcellona: 2011, 2013, 2014, 2017, 2018
- Copa de Catalunya femenina: 4

2010, 2011, 2012, 2015

### Nazionale
- Algarve Cup: 1

2017
- Cyprus Cup: 1

2018